# Аир (река)
Аир (баш. Айыр) — река в России, протекает по Республике Башкортостан. Устье реки находится на 122 км по левому берегу реки Юрюзань. Длина с Большим Аиром — 16 км.
Начинается на высоте 237,3 м нум при слиянии Большого и Малого Аиров. Течёт на север.
У устья расположено село Идельбаево 2-е.

## Данные водного реестра
По данным государственного водного реестра России относится к Камскому бассейновому округу, водохозяйственный участок реки — Уфа от Нязепетровского гидроузла до Павловского гидроузла, без реки Ай, речной подбассейн реки — Белая. Речной бассейн реки — Кама.
Код объекта в государственном водном реестре — 10010201112111100023521.